# 道格拉斯·刘易斯
道格拉斯·刘易斯（英語：Douglas Lewis，1898年8月6日—1981年2月19日），生于多伦多，加拿大男子拳击运动员。他曾代表加拿大参加1924年夏季奥林匹克运动会拳击比赛，获得男子147磅级铜牌。